# Prionops gabela
O Picanço-da-gabela (Prionops Gabela) é uma espécie de pássaro da família Prionopidae, anteriormente incluídos nos Malaconotidae.
É endémico de Angola.
Os seus habitats naturais são: várzea subtropicais ou tropicais húmidas, florestas subtropicais e florestas tropicais húmidas de montanha. É ameaçado por perda de habitat.